# بنوا کاوت
بنوا کاوت (انگلیسی: Benoît Cauet؛ زادهٔ ۲ مهٔ ۱۹۶۹) بازیکن فوتبال اهل فرانسه است.
از باشگاه‌هایی که در آن بازی کرده است می‌توان به باشگاه فوتبال زسکا صوفیه، باشگاه فوتبال کان، باشگاه فوتبال اینتر میلان، باشگاه فوتبال پاری سن-ژرمن، باشگاه فوتبال سیون، باشگاه فوتبال تورینو، باشگاه فوتبال باستیا، باشگاه فوتبال کومو، باشگاه فوتبال المپیک مارسی، و باشگاه فوتبال نانت اشاره کرد.